# Kärntner Landesorden
Der Kärntner Landesorden ist das höchste Ehrenzeichen, das gegenwärtig vom Bundesland Kärnten vergeben wird. Die Vergabe der verschiedenen Stufen erfolgt durch den Landeshauptmann oder in seinem Namen. Es ist über dem Ehrenzeichen des Landes Kärnten angesiedelt. Der Landeshauptmann und der Erste Präsident des Landtages erhalten am Tag ihrer Wahl den Kärntner Landesorden in Gold.
Bis zum November 2017 war der Landesorden in Gold Politikern vorbehalten, wobei einige wenige Ausnahmen gemacht wurden. Nachdem Kritik an der Entscheidung laut wurde, dem Schriftsteller Peter Handke nur den Landesorden in Silber zu verleihen, änderte die Landesregierung die Vergaberichtlinien dahingehend ab, dass der Landesorden in Gold künftig allen Kärntnerinnen und Kärntnern offensteht. Zugleich wurde die bis dahin geltende Altersgrenze von mindestens fünfzig Jahren abgeschafft.

## Ordensdekoration und -stufen
Der Landesorden wird in den Stufen Silber und Gold vergeben. Die Insigne besteht aus dem Kärntner Landeswappen, farbig emailliert mit einer Höhe von 67 mm und einer Breite von 60 mm. Darunter ist die Inschrift pro carinthia angebracht. Getragen wird die Insigne als Halsdekoration an einer goldenen bzw. silbernen Kette.